# Kaiserturm
Kaisertürme und Kaiserwarten sind Denkmäler, die bis 1918 zu Ehren der deutschen Kaiser Wilhelm I., Friedrich III. und Wilhelm II. im Deutschen Reich oder für Kaiser Franz Josef in Österreich-Ungarn errichtet worden sind.
Die Errichtung dieser Türme und Warten war unter anderem auch dazu gedacht, um dem sogenannten Bismarck-Kult, in dessen Zuge beispielsweise Hunderte von Bismarcktürme und -säulen errichtet worden sind, entgegenzutreten.

## Kaisertürme bzw. -warten in Deutschland
- Kaiserturm (Lautertal), im Odenwald auf der Neunkircher Höhe, bei Gadernheim (Lautertal), Kreis Bergstraße, Hessen
- Kaiserturm, heute Steinbergturm genannt, im Harz auf dem Steinberg, bei Steinberg (Goslar), Landkreis Goslar, Niedersachsen
- Kaiserturm, im Riesengebirge in Jelenia Góra (früher Hirschberg), Woiwodschaft Niederschlesien, Polen
- Kaiserturm, bei Leutenberg, Landkreis Saalfeld-Rudolstadt, Thüringen
- Kaiserturm (Wernigerode), im Harz auf dem Armeleuteberg, nahe Wernigerode, Landkreis Harz, Sachsen-Anhalt
- Kaiserwarte, heute Wilhelm-Raabe-Warte genannt, im Harz auf dem Eichenberg, bei Blankenburg, Landkreis Harz, Sachsen-Anhalt
- Kaiserturm im Kloster Stift zum Heiligengrabe, in Heiligengrabe, Landkreis Ostprignitz-Ruppin, Brandenburg

## Kaisertürme bzw. -warten in Österreich-Ungarn
- Kaiserwarte (nach 1918 umbenannt in Karl-Weis-Warte, später abgerissen), auf der Nollendorfer Höhe, im Osterzgebirge, früher Österreich-Ungarn, heute Tschechien